# كأس ألمانيا 1998–99
كأس ألمانيا 1998–99 (بالألمانية: DFB-Pokal 1998/99)‏ هو الموسم 56 من كأس ألمانيا. أشرف على تنظيمه اتحاد ألمانيا لكرة القدم، وكان عدد الأندية المشاركة فيه 64، وفاز فيه فيردر بريمن.